# ییرژی بارتا
ییرژی بارتا (چکی: Jiří Barta؛ زادهٔ ۲۶ نوامبر ۱۹۴۸) کارگردان فیلم، فیلم‌نامه‌نویس، عروسک‌گردان و پویانمای اهل جمهوری چک است.
از فیلم‌ها یا مجموعه‌های تلویزیونی که وی در آن‌ها نقش داشته است می‌توان به نی‌نواز هاملین اشاره نمود.